# Борсек
Борсек (рум. Borsec, мађ. Borszék) град је у средишњем делу Румуније, у такозваној земљи Секеља, историјске регије Трансилваније. Борсек се налази у округу Харгита и састоји се од Алшоборсека и Фелшеборсека. Фелшеборсек је познат као бања купалиште и туристичка дестинација.

## Историја
Историјски, Борсек је био један од насељених места у земљи Секеља, које се данас налази у трансилванијском делу Румуније. Административно Борсек је припадао историјском округу Чиксек, до административне реформе из 1876. године, када је потпао под нову административну јединицу под именом Чиквармеђа у мађарској краљевини. После Тријанонског уговора из 1920. године Борсек је припао Румунији и административно је био под управом округа Чук све до почетка Другог светског рата. Почетком Другог светског рата, другом Бечком арбитражом Борсек је опет подпао под мађарску управу све до 1944. године и Совјетске окупације. После совјетске окупације, ова административна јединица је враћена Руминији 1947. године. Између 1952. и 1960. године после реорганизације управних јединица у Румунији, Борсек је подпао под управу Мађарског аутономног региона а између 1960. и 1968. године под управу Муреш–мађарског аутономног региона.

## Географија
Борсек, одмаралиште је пре свега познато по својим изворима минералне воде и благе климе. налази се у карпатској депресији и на надморској висини од 900 m.

## Порекло имена
Име Борсек потиче од мађарског „borvizszék“, што значи „Место минералне воде“, места које је било традиционална административна јединица у земљи Секеља

## Становништво
У односу на попис из 2002., број становника на попису из 2011. се смањио.
| 1966. | 1977. | 1992. | 2002. | 2011. |
| ----- | ----- | ----- | ----- | ----- |
| 2.750 | 2.999 | 3.074 | 2.864 | 2.585 |

По попису из 2002. године, Борсек има укупно 2.864 становника. Од тога:
- 2.240 (78.21%), Мађари (Секеља)[4]
- 607 (21.19%), Румуни
- 17 (0.6%), остали[5]